# Cimetière de Vred
Le cimetière de Vred est un cimetière situé à l'écart du centre du village de Vred, dans le Nord, en France.

## Description
Un cimetière primitif disparu se situe aux côtés de l'église Saint-Sarre.
Il existe une tombe du Commonwealth, celle de Griffith John Vaughan, mort le 18 octobre 1918 à l'âge de 36 ans. Britannique, il était engagé dans l'armée canadienne.
Le monument aux morts de la commune est localisé dans le cimetière. Le nom du résistant René Caby y figure, enterré dans le cimetière de Rieulay, commune voisine. Les frères Sans sont inhumés non loin.

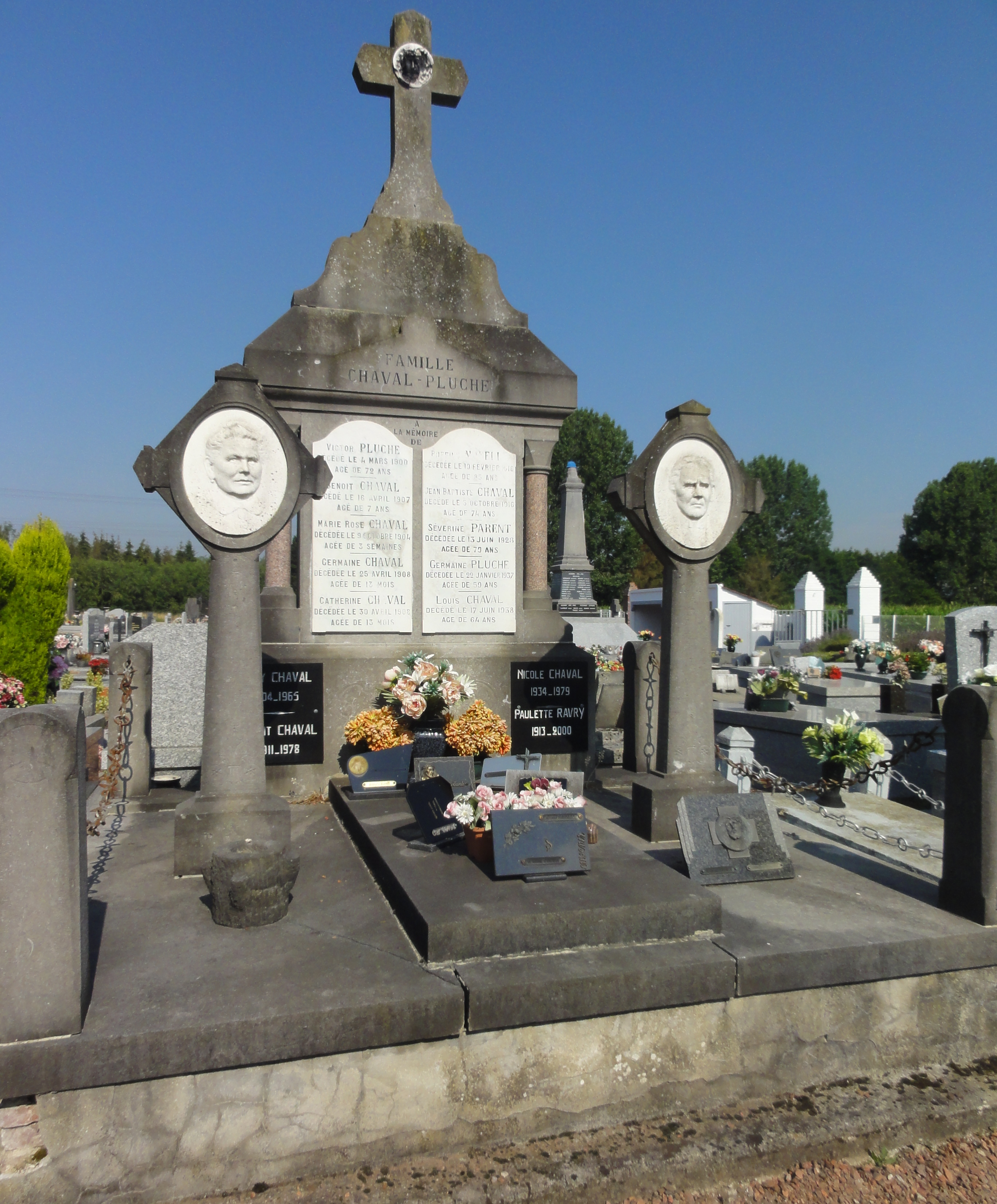
Tombe de la famille Chaval-Pluche.
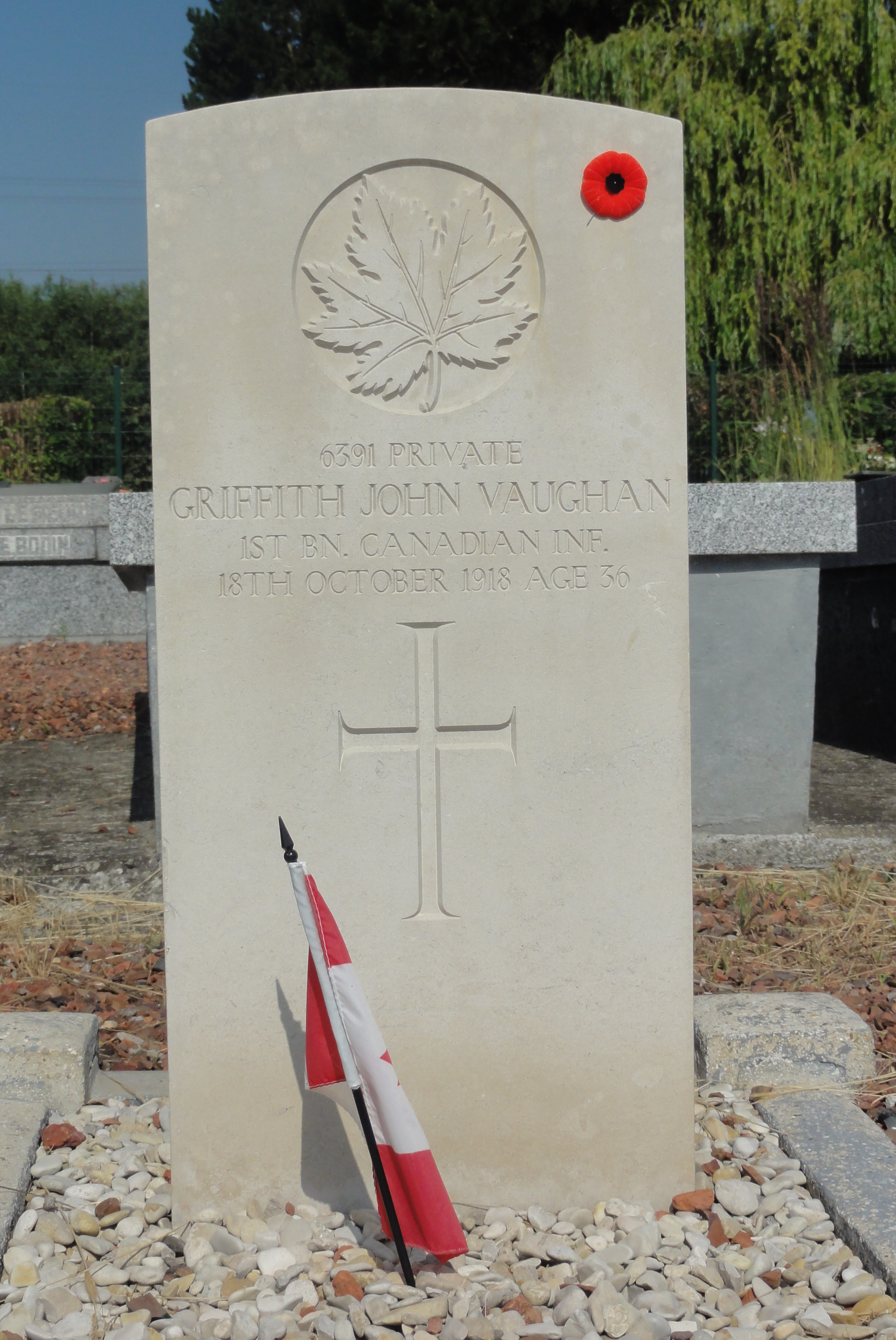
Tombe du Commonwealth.
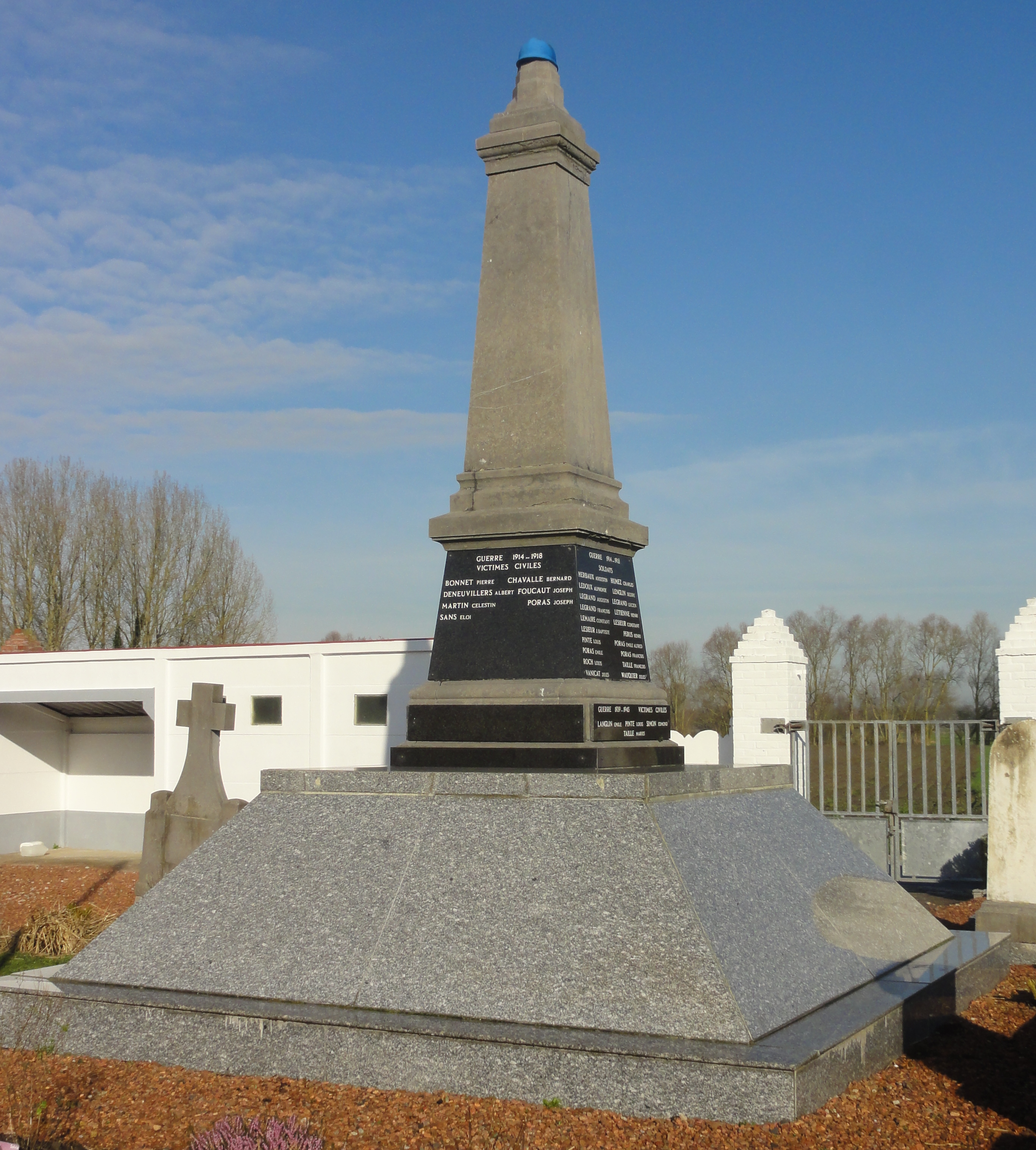
Monument aux morts.
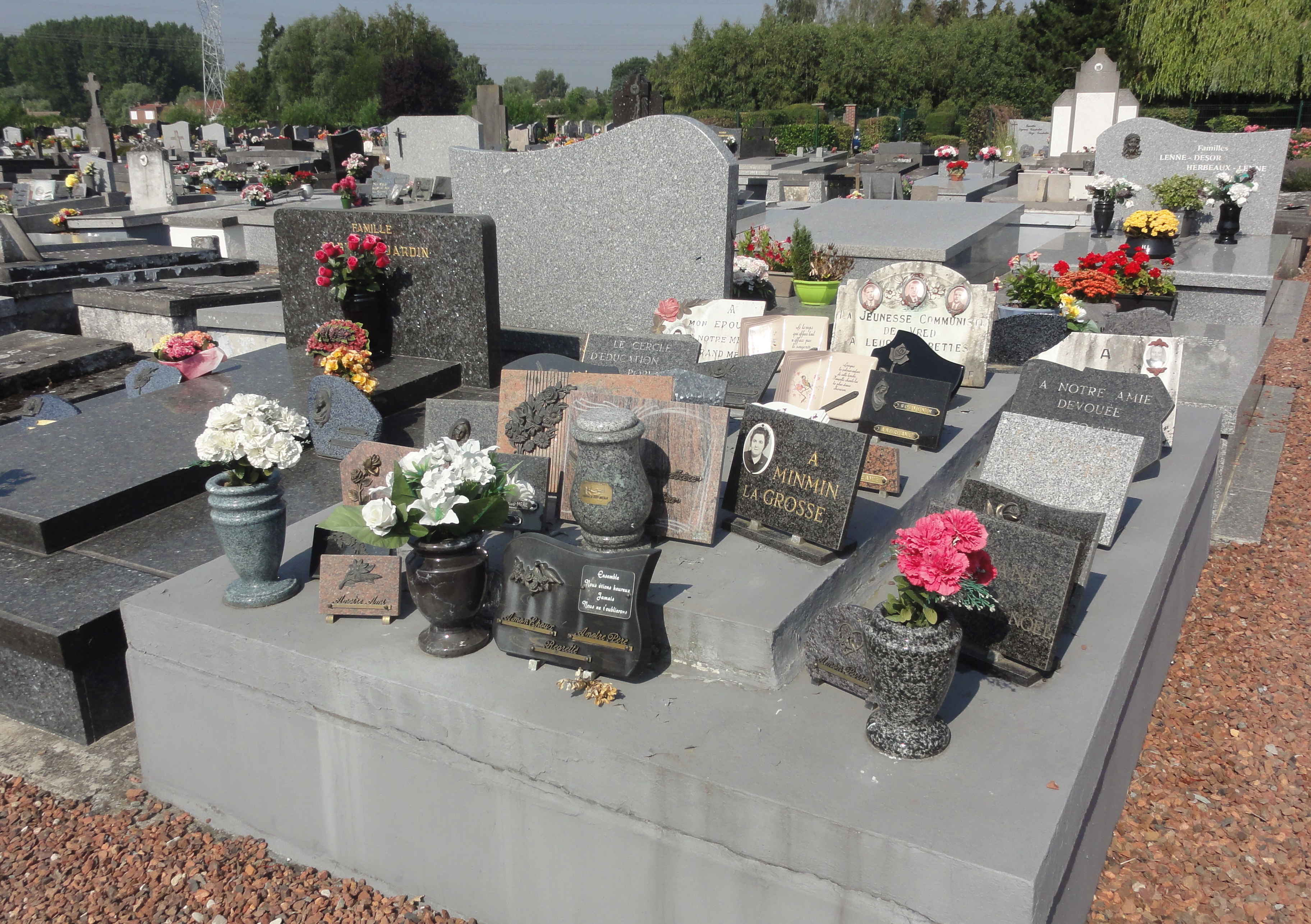
Tombe des frères Sans.
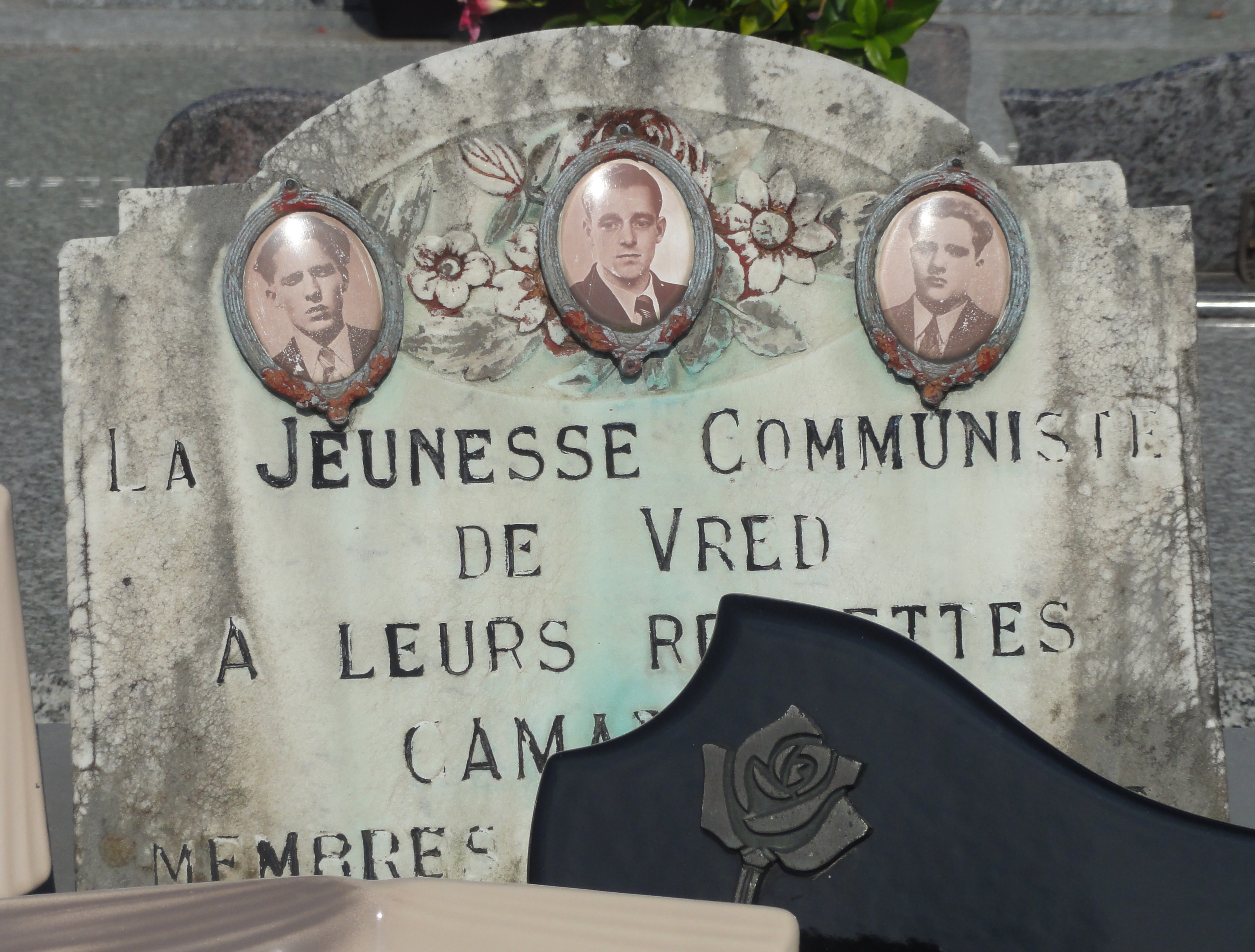
Détail de la tombe des frères Sans.
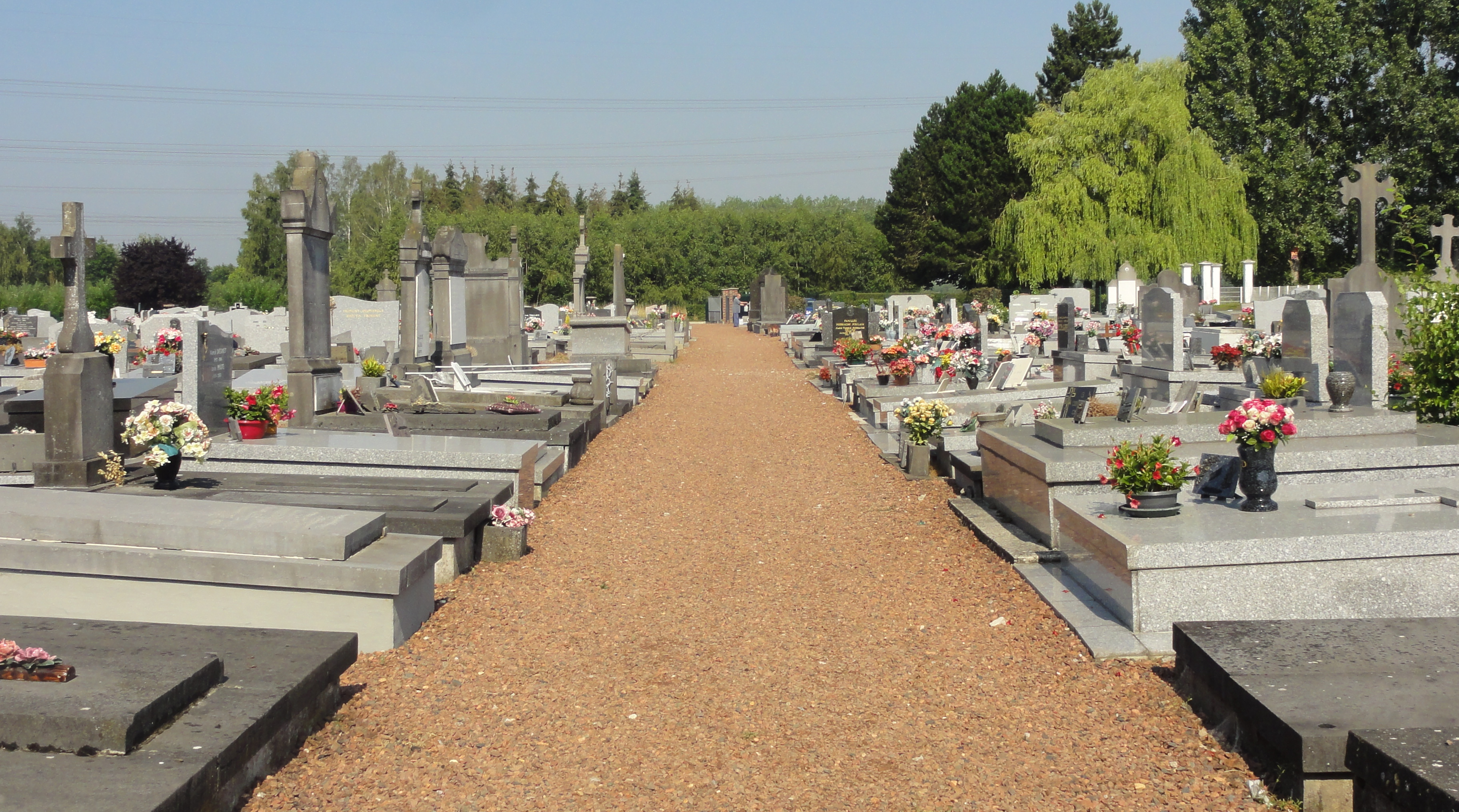
Vue générale du cimetière.
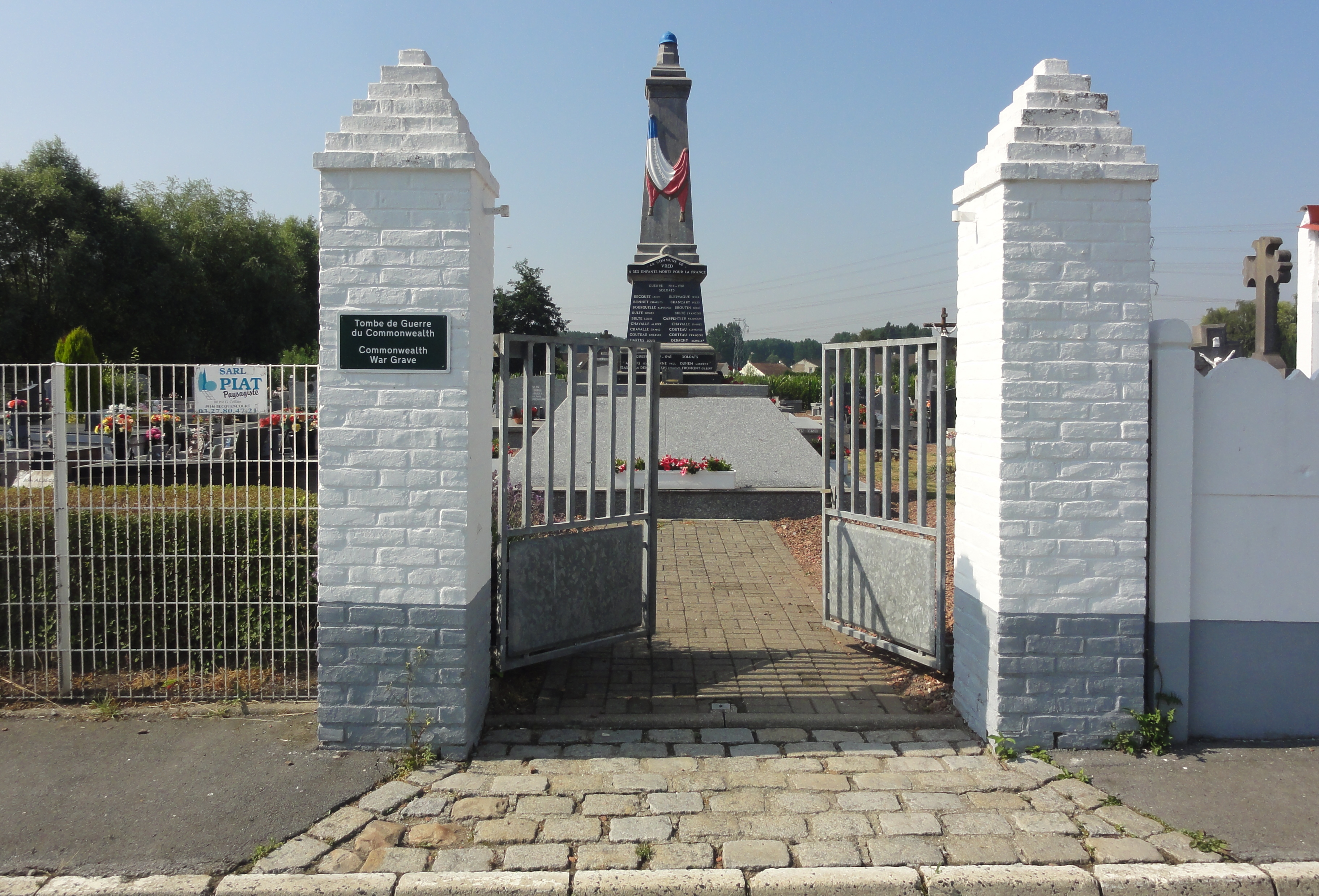
L'ancienne entrée principale.